# Kreis Unna

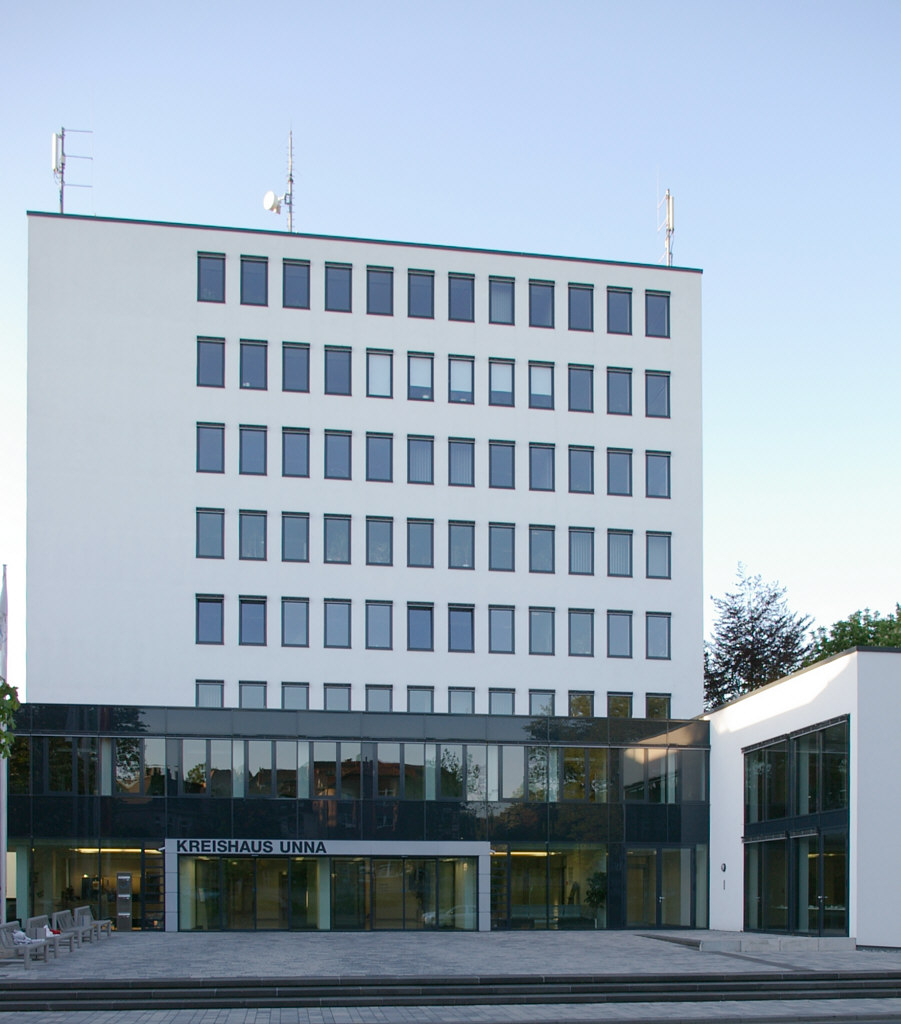
Förvaltningsbyggnaden i Unna.

Kreis Unna är ett distrikt i Regierungsbezirk Arnsberg i förbundslandet Nordrhein-Westfalen i västra Tyskland. Distriktet hade 391 622 invånare år 2013 och ligger i östra utkanten av det tätbefolkade Ruhrområdet. Distriktets huvudort är Unna och största stad är Lünen.

## Administrativ kommunindelning
Distriktet indelas i följande kommuner, efter grad av administrativt självstyre. Invånarantal 31 dec 2013 anges inom parentes.
| Större städer - Lünen (84 775) - Unna (58 856) Medelstora städer - Bergkamen (48 209) - Kamen (43 177) - Schwerte (46 198) - Selm (25 553) - Werne (29 448) Mindre städer - Fröndenberg/Ruhr (20 705) Landskommuner - Bönen (17 980) - Holzwickede (16 721) |

## Infrastruktur
Genom distriktet går motorvägarna A1, A2, A44 och A45 samt förbundsvägarna B1, B54, B61, B233 och B236.